# Isaac Lee Patterson

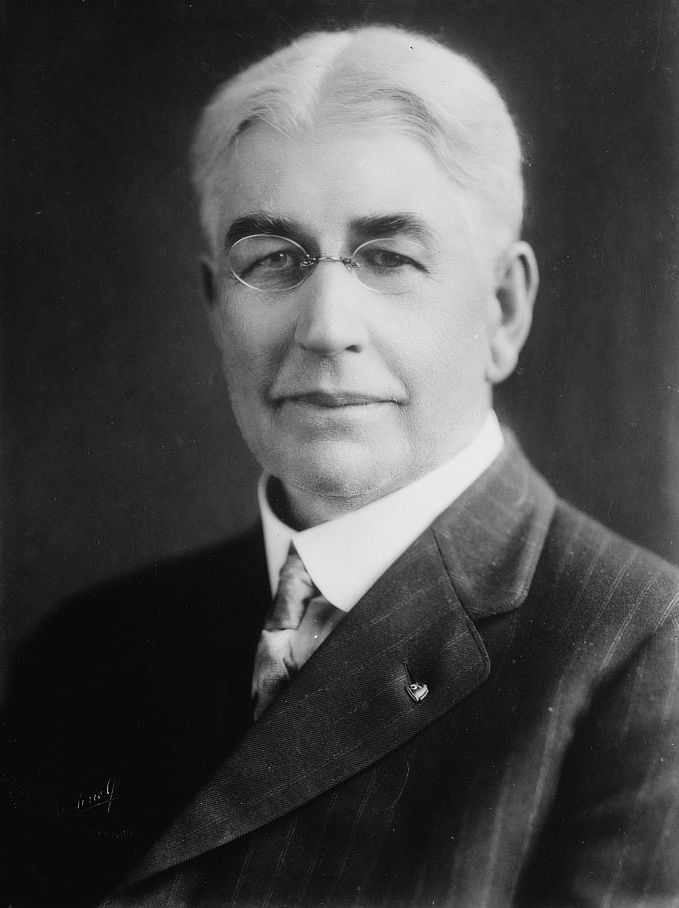
Isaac L. Patterson

Isaac Lee Patterson (* 17. September 1859 im Benton County, Oregon; † 21. Dezember 1929) war ein US-amerikanischer Politiker und von 1927 bis 1929 der 18. Gouverneur des Bundesstaates Oregon.

## Frühe Jahre und politischer Aufstieg
Isaac Patterson wuchs auf der Farm seiner Eltern auf und besuchte später das Christian College in Monmouth. Danach war er Angestellter und Teilhaber eines Ladengeschäfts. In den folgenden Jahren wurde Patterson auch auf anderen Gebieten tätig. Er handelte mit Schafswolle und Tierhäuten, er war Farmer und Makler.
Patterson war Mitglied der Republikanischen Partei. Im Jahr 1898 wurde er für vier Jahre in den Senat von Oregon gewählt. Gleichzeitig war er Leiter der Bundeszollbehörde in Portland. Dieses Amt hatte er zwischen 1898 und 1906 inne. Danach widmete er sich seinen eigenen Geschäftsinteressen. Politisch war er in den Jahren bis 1918 nur innerhalb seiner Partei aktiv. Im Jahr 1918 wurde er erneut in den Staatssenat gewählt. Bei den Gouverneurswahlen des Jahres 1922 konnte er sich bei den Vorwahlen seiner Partei nicht durchsetzen. Trotzdem wurde er 1924 Vorsitzender der Republikaner in Oregon. In diesem Jahr war er in Oregon auch Wahlkampfleiter für Calvin Coolidges Präsidentschaftswahlkampf. 1926 wurde er dann von seiner Partei als Kandidat für die Gouverneurswahl nominiert und konnte bei den Wahlen den demokratischen Amtsinhaber Walter M. Pierce besiegen.

## Gouverneur von Oregon
Patterson trat sein neues Amt am 10. Januar 1927 an. In seiner Amtszeit betrieb er eine sparsame Haushaltspolitik. Er sorgte durch den Bau neuer Schulen für eine Verbesserung im Bildungswesen. Außerdem wurde ein Ausschuss zur Kontrolle der Leistungen der Hochschulen eingerichtet. Einige Behörden wurden reformiert und die Kontrolle über die Strafanstalten wurde vom Gouverneur an einen speziell eingerichteten Ausschuss (State Board of Control) übertragen. Der Gouverneur setzte auch den bereits von seinen Vorgängern begonnenen Ausbau des Straßennetzes in Oregon fort.
Isaac Patterson starb überraschend am 21. Dezember 1929 noch während seiner Amtszeit an einer Lungenentzündung. Er war mit Mary E. Woodworth verheiratet, mit der er zwei Kinder hatte.